# Так-то
Команда КВН «Так-то» — команда КВН из Красноярска, представляющая Сибирский федеральный университет. Чемпион Высшей лиги КВН 2019 года.

## История
Команда собралась осенью 2014 года для участия в местной лиге КВН СФУ. Название «Так-то» выбрали, чтобы научить молодёжь правильно писать наречия, подчеркнув, что частица «то» пишется через дефис. Выиграв лигу СФУ, в 2015 году команда получает приглашение сыграть в красноярской официальной лиге «КВН на Енисее», и в итоге выигрывает и её.
По результатам сочинского фестиваля «КиВиН 2016», «Так-то» попадают в телевизионный КВН — в Первую лигу, игры которой проходили в том году в Тольятти. Сезон в третьей по значимости лиге тоже заканчивается чемпионским титулом и местом в одной из главных двух лиг АМиК, игры которых транслируются на Первом канале. 2017 год «Так-то» проводят в Премьер-лиге КВН, где проходят напрямую сначала в четвертьфинал (в качестве одной из трёх команд, выбранных жюри), а потом в полуфинал, поделив первое место с командами «RUDN University» и «Подъём». В полуфинале «Так-то» единолично занимают первое место, и проходят в финал. Решающая игра сезона оказывается для красноярцев не столь удачной. Получив максимальный балл за приветствие и за музыкальный фристайл, как и две другие команды, «Так-то» уступают 0,2 балла в биатлоне и занимают второе место, уступив чемпионство команде КВН «Театр уральского зрителя» из Челябинска. На попадание красноярцев в Высшую лигу это никак не влияет, поскольку Александр Васильевич Масляков приглашает всех финалистов в сезон 2018.
В своей первой игре в Высшей лиге «Так-то» занимают первое место, набрав высший балл. В четвертьфинале команда уступает 0,4 балла кировской «Вятке», и проходит в полуфинал со второго проходного места. Летом команда принимает участие в фестивале «Голосящий КиВиН» в Светлогорске, и завоёвывает КиВиНа в светлом (второй по значимости приз фестиваля). В полуфинале «Так-то» опять занимают проходное второе место, но при этом теряют лишь 0,2 балла за игру. Финал Высшей лиги 2018 года проходит в зале «Крокус Сити холл», за команду «Так-то» приходит поболеть министр обороны Сергей Шойгу, который в молодости учился в КГТУ. Проиграв 0,5 балла в приветствии и музыкальном фристайле и 0,2 в капитанском конкурсе, красноярцы занимают в игре последнее место вместе с командой «Борцы».
Сезон 2019 команда «Так-то» вновь начинает с победы и высшего балла в 1/8-й финала. Свой музыкальный конкурс красноярцы посвящают зимней Универсиаде. В четвертьфинале «Так-то» теряют только 0,3 балла в биатлоне, и проходят в полуфинал с первого места. Вторая поездка в Светлогорск на «Голосящий КиВиН» обходится без наград, однако осенью команда продолжает свою победную серию в Высшей лиге, выиграв полуфинал с очередным максимальным баллом за игру. Финал в «Крокусе» красноярцы выигрывают с отрывом в 0,1 балла от Сборной «Татнефти», и становятся чемпионами Высшей лиги КВН на 2019 год.
В 2020 году «Так-то» в третий раз участвуют в фестивале «Голосящий КиВиН», и вновь не получают КиВиНа. Игра за Суперкубок чемпионов КВН, в которой должны были летом участвовать красноярцы, была перенесена на декабрь. «Так-то» сыграли против чемпионов 2018 года команды КВН «Раисы», и выиграли.

## Стиль команды и состав
Стиль «Так-то» — «самая неуверенная» команда КВН. На сцене стоят три стеснительных студента, и фронтмен команды рассказывает о себе и о других, а также комментирует актуальные события и явления со своей точки зрения, шутки произносятся монотонно и с непроницаемым выражением лица. На сцене выступают:
- Алексей Юрьянов — капитан и фронтмен команды, говорит большую часть текста и шуток.
- Алина Луну — обычная и ничем не запоминающаяся девушка, которая время от времени реагирует на то, что рассказывает Алексей.
- Егор Харламов — стеснительный и молчаливый парень.
- Андрей Поздняк — ещё один стеснительный и молчаливый парень, который заменил Харламова в линейке в сезоне 2019.
- Александр Бударин — более разговорчивый и менее стеснительный парень. Появился в команде в сезоне 2019, до этого играл в кемеровской команде КВН «Смородина».
- Иван Брагин — человек, которого ВУЗ приставил к команде «для самоутверждения». Выходит на сцену под отбивку «Это что за Покемон?» Команда часто шутит над его внешним видом. Впервые появился на полуфинале Первой лиги 2016.
- Михаил Смоляров — бард. Единственный поющий человек в команде. Сидит на сцене с гитарой и играет музыку, под которую команда выходит и уходит со сцены, а также фоновую мелодию для шуток. Время от времени поёт карапули.
- Валерий Равдин — изначально автор команды, который иногда исполнял роль голоса за кадром, однако в сезоне 2019 стал чаще появляться на сцене в роли плотника, у которого команда заказала огромного Троянского коня. Играл за команды КВН «ВИАсиПЕД», «Красноярск» и «Плохая компания».
- Роман Богданов — проректор по молодёжной политике СФУ. В прошлом участник команд КВН «Сибирские монахи» и «Левый берег». Несколько раз появлялся на сцене в выступлениях команды в роли самого себя[17].

## Проекты вне КВН
Александр Бударин — бывший участник команды КВН «Смородина», а также финалист шоу «Comedy Баттл» в составе дуэта «Саша и Валя» на телеканале ТНТ.
Валерий Равдин — бывший участник команд КВН: «ВИАсиПЕД», «Красноярск» и «Плохая компания». Актёр юмористического шоу «Однажды в России» с 2018 года по настоящее время, редактор Премьер-лиги КВН в 2019 — 2020 годах. С 2022 года — ведущий шоу «Это миниатюры» на ТНТ4. С 2023 года участник и ведущий различных шоу на YouTube-канале «Плохая компания». С 1 июня 2023 года деятельность YouTube-канала приостановлена, а выход всех проектов перенесён в VK Видео.
Алексей Юрьянов — финалист пятого сезона шоу «Открытый микрофон» на ТНТ. Стендап-комик.
Иван Брагин — актёр шоу «Однажды в России» на ТНТ с сентября 2022 года.
Брагин и Юрьянов в 2021 году вошли в состав коллектива «Сборная Красноярска» (в который также входит большая часть участников команды «Плохая компания») в шоу «Игра» и его перезапуске «Концерты». Также оба появляются в онлайн-проектах «Плохой компании» с 2023 года.
Алина Луну — сотрудница основанной в 2021 году компании «РУКИ ВВЕРХ PRODUCTION», снялась в сериале «Евгенич», в сериале "Плакса" .